# Christian Wierstraet

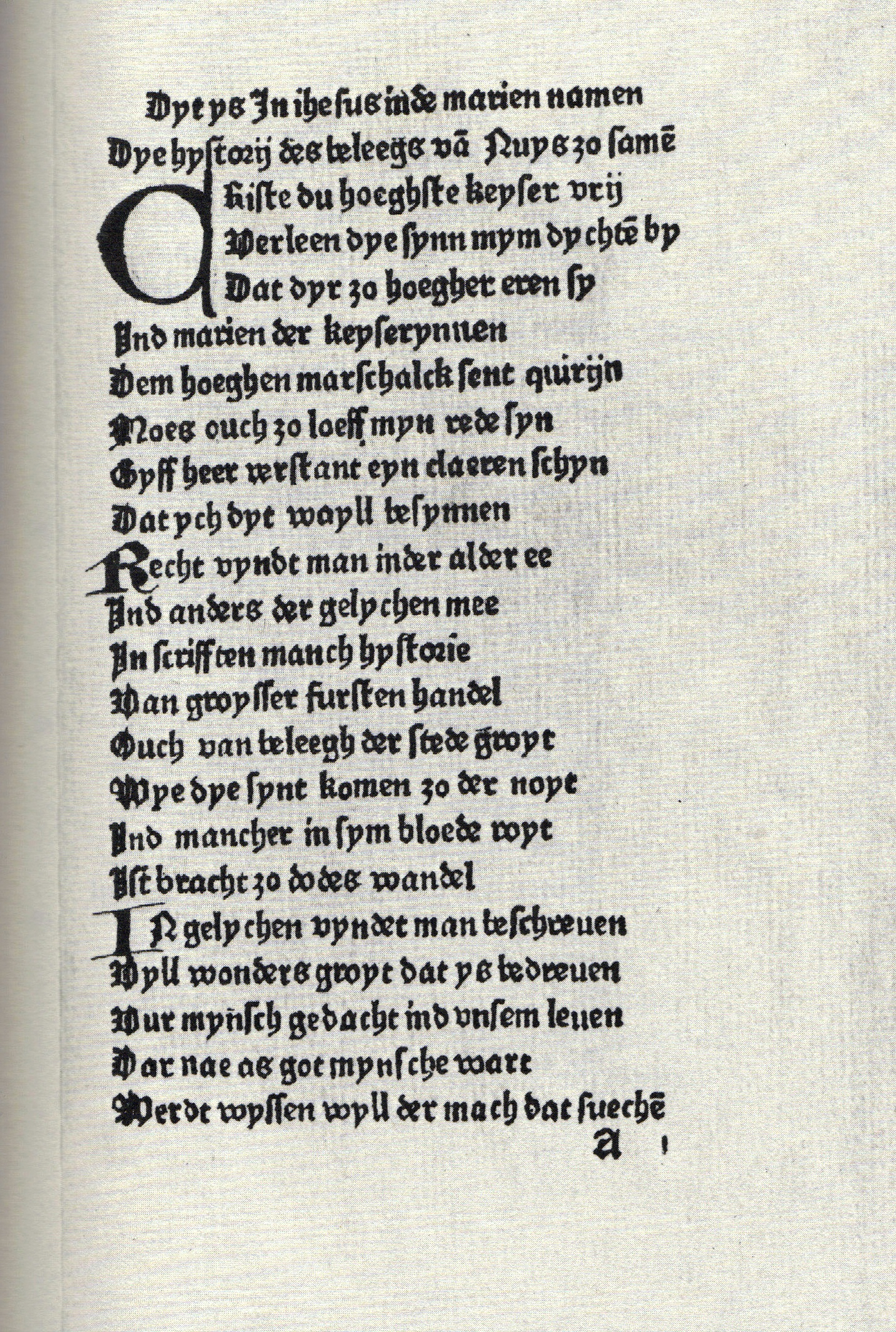
Beginn des Inkunabeldrucks

Christian(us) Wierstraet (belegt 1466–1475 überwiegend in Neuss; † vielleicht um 1490) war Stadtschreiber und Notar der Stadt Neuss.

## Leben
Bekannt wurde er durch seine Chronik über die Belagerung von Neuss durch Karl den Kühnen im Jahr 1474/75. Damals war er bereits einige Jahre lang in Neuss als „Notarius“ tätig, beispielsweise als „Christian Weierstraiß“ am 16. August 1471. Wierstraet hatte wohl eine geistliche Ausbildung genossen und gehörte dem Erzstift Köln als Geistlicher an. Er starb angeblich 1496 in Neuss, wofür man das Totenbuch des Klarissenklosters Neuss als Quelle anführt.
Karl Tücking schreibt allerdings zum Sterbejahr:

„(…) Wir haben hier ohne Zweifel einen Nachdruck der ersten Ausgabe, und da ein solcher nicht ohne Zustimmung des Verfassers, wenn er damals noch lebte, hergestellt werden konnte, so muss man annehmen, dass Wierstraiss spätestens 1496 gestorben ist.2) Dieses Jahr wird auch in dem Totenbuch der Klarissen zu Neuss als Sterbejahr eines Christian Wierstraiss angegeben; dabei ist jedoch, wenn wir diesen als unseren Wierstraiss anzusehen haben, der Irrtum untergelaufen, dass er als Vater der erst viel später auftretenden Priorin Anna W. bezeichnet wird.“

Anna Wierstrais, Priorin des Klarissenklosters in Neuss wird in Urkunde 231 der Urkunden und Akten aus dem Archiv der Klarissen zu Neuss genannt. Die Urkunde 231 ist auf den 20. November 1626 datiert.
Karl Meisen betonte, dass der im Klarissen-Totenbuch zu 1596 (nicht: 1496) genannte Christian Weißerstraß, Vater der Priorin, nicht der Chronist sein könne. Das Todesdatum ist daher offen.

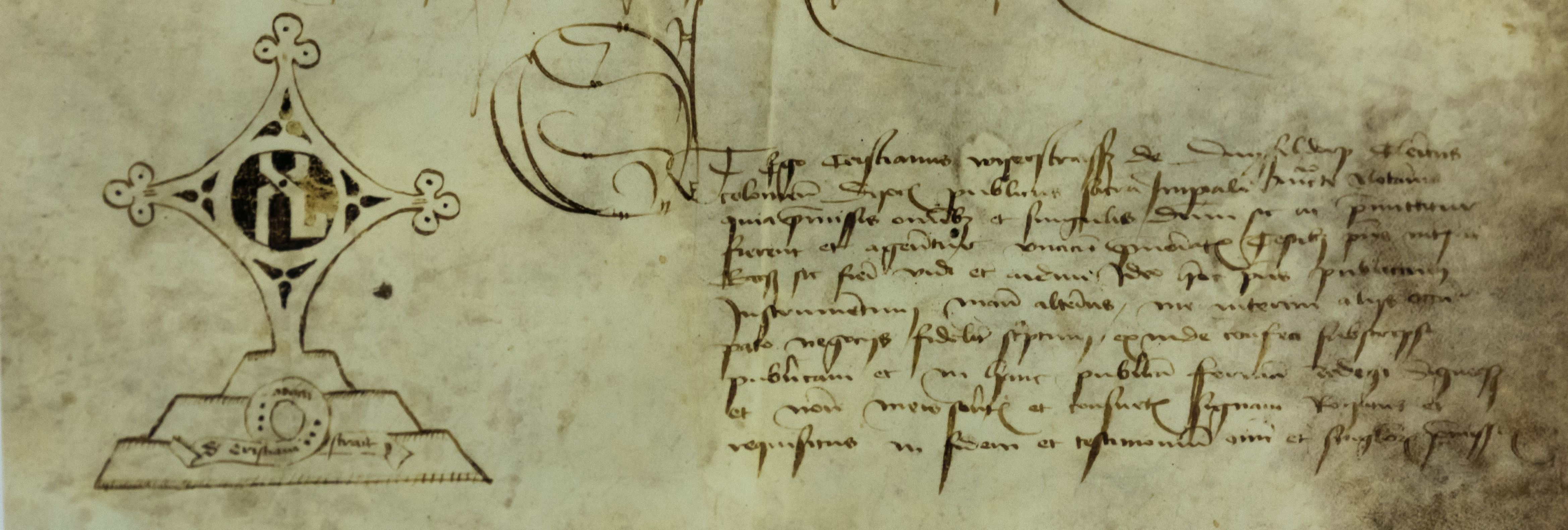
Notariatszeichen 1469

## Geschichtskultur
Heute gibt es in Neuss eine Christian-Wierstraet-Schule als Städtische Realschule für Jungen und Mädchen im Neusser Stadtteil Furth.
Es gibt in Neuss den Wierstraet Weg – entlang dem Westlichen Teil der Stadtmauer am Erftmühlgraben lang.

## Werke
- Dye hystorij des beleegs van Nuys. Arnold ter Hoernen, Köln 1476. Digitalisierte Ausgabe der Universitäts- und Landesbibliothek Düsseldorf
- Christianus Wierstraat: Histori des beleegs van Nuis.  In: Constantin Nörrenberg, Adolf Ulrich (Hrsg.): Die Chroniken der Westfälischen und niederrheinischen Städte. Auf Veranlassung seiner Majestät des Königs von Bayern hrsg. von Karl Lamprecht, Joseph Hansen, Johannes Franck, Constantin Nörrenberg, Adolf Ulrich, Franz Jostes und Theodor Ilgen. S. Hirzel, Leipzig 1887 (Die Chroniken der deutschen Städte vom 14. bis ins 16. Jahrhundert 20) S. 479–638 Internet Archive.